# Franz Hänse

Franz Hänse

Franz Hänse (* 28. April 1866 in Birkhausen; † 18. April 1949 ebenda) war ein deutscher Politiker (DNVP, CNBL).

## Leben und Wirken
Franz Hänse wurde als Sohn eines selbständigen Landwirtes geboren. In seiner Jugend besuchte er die Volksschule und die Fortbildungsschule. Anschließend wurde er auf dem Betrieb seiner Eltern ausgebildet und begleitend dazu privat unterrichtet. Später wurde er im Rahmen landwirtschaftlicher Lehrgänge weiter ausgebildet. 
Von 1884 bis 1887 gehörte Hänse dem Husaren-Regiment „von Zieten“ (Brandenburgisches) Nr. 3 in Rathenow an. Anschließend übernahm er die väterliche Landwirtschaft. Auf kommunaler Ebene übernahm er erste politische Ämter als Gemeindevertretungsvorsitzender, als Kirchengemeindevorstandsmitglied und Friedensrichter in seiner Heimatgemeinde. 1902 wurde er landwirtschaftlicher Vertreter bei den Steuerbehörden des ehemaligen Großherzogtums Sachsen-Weimar.
1919 trat Hänse in die Deutschnationale Volkspartei (DNVP) ein. Im März 1921 zog er im Nachrückverfahren für den ausgeschiedenen Abgeordneten Erich W. Mackeldey in den im Juni 1920 gewählten ersten Reichstag der Weimarer Republik ein, in dem er bis zu seiner vorzeitigen Mandatsniederlegung im März 1924 den Wahlkreis 13 (Thüringen) vertrat. Nach der Reichstagswahl vom Mai 1924 konnte Hänse als Vertreter des Wahlkreises 12 (Thüringen; nach einer Neudurchnummerierung der Wahlkreise) in den Reichstag zurückkehren. Nach seinem Wechsel von der DNVP in die Christlich-Nationale Bauern- und Landvolkpartei (CNBL) zog Hänse bei der Wahl vom Mai 1928 als Abgeordneter für diese Partei in den Reichstag ein, in dem er nun zwei Legislaturperioden lang, bis zum Juli 1932, seinen alten Wahlkreis vertrat.
Ferner war Hänse Vorstandsmitglied des Landbundes im Landkreis Gera und des thüringischen Landbundes sowie Mitglied des Bezirksausschusses und des Zentralernährungsausschusses im Verwaltungsbezirk Neustadt.
Dem Nationalsozialismus stand Hänse aufgrund seiner Meinung, dass die Nationalsozialisten beabsichtigten, dem Bauerntum eine „degradierende“ „politische Nachtwächterrolle“ zuzuweisen, fern.